# Valle del Cervo

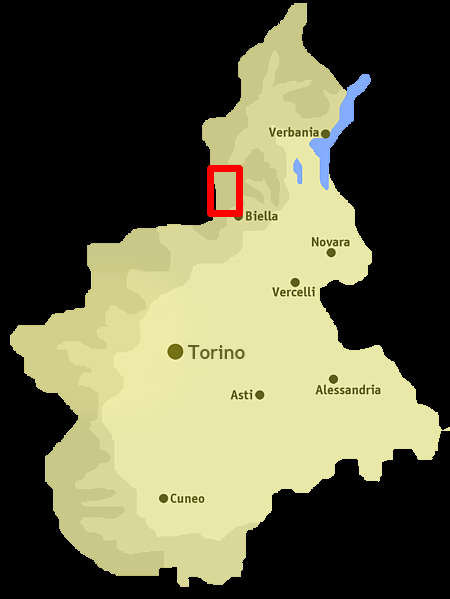
Ubicación del Valle del Cervo en Piamonte

El Valle del Cervo (en italiano también Valle del Cervo) es un valle situado al Norte del Piamonte. Está atravesado en toda su longitud por el Río Cervo, cuyas aguas confluyen en el Sesia.

## Geografía

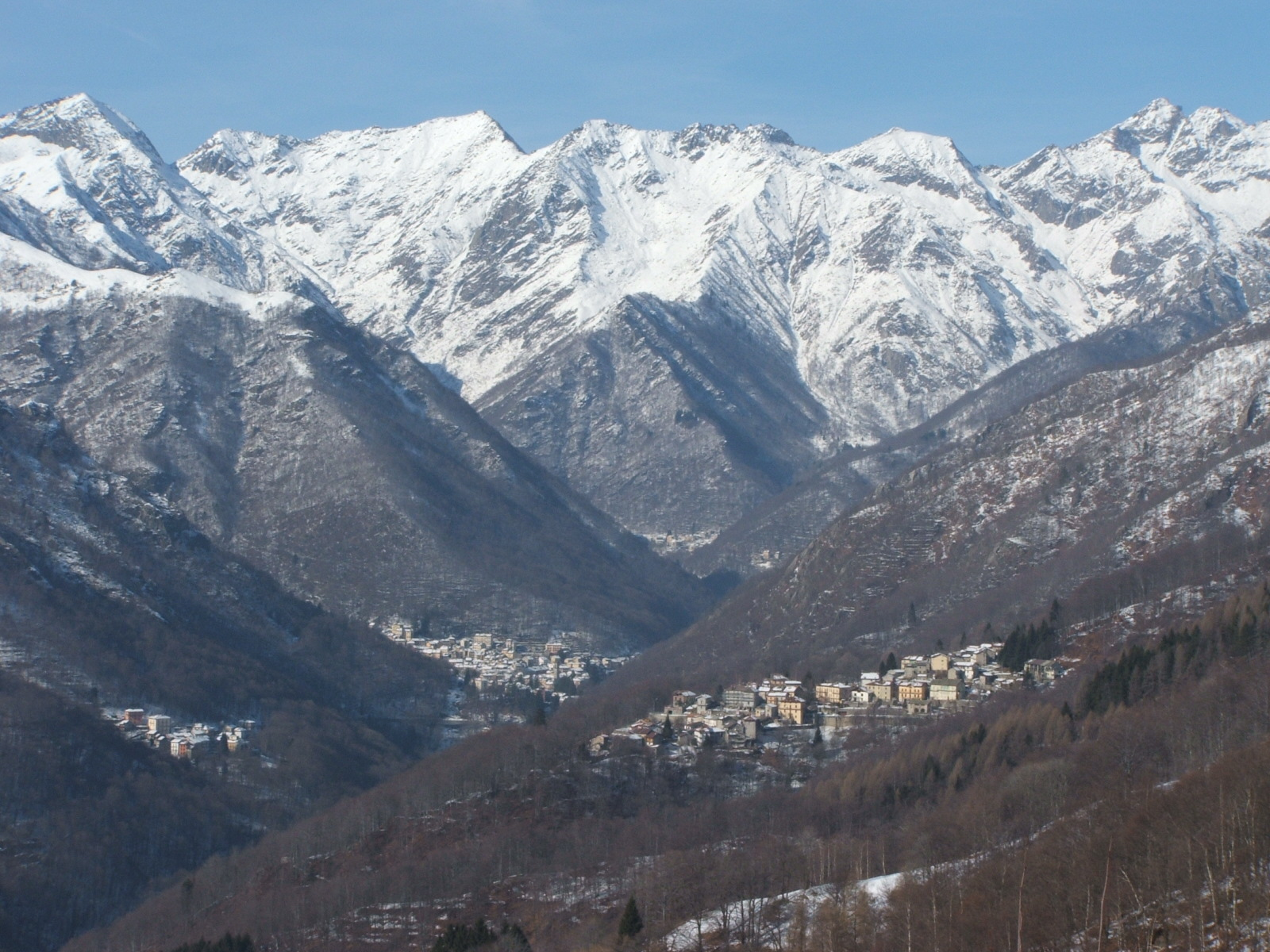
El valle en invierno

Los centros principales del valle son Andorno Micca, Campiglia Cervo, Piedicavallo.
Está delimitado por estas fronteras:
| Norte      | Este                             | Sur              | Oeste                          |
| * Valsesia | * Valle Sessera * Valle di Mosso | * Llanura padana | * Valle de Aosta * Valle Oropa |

### Montañas principales

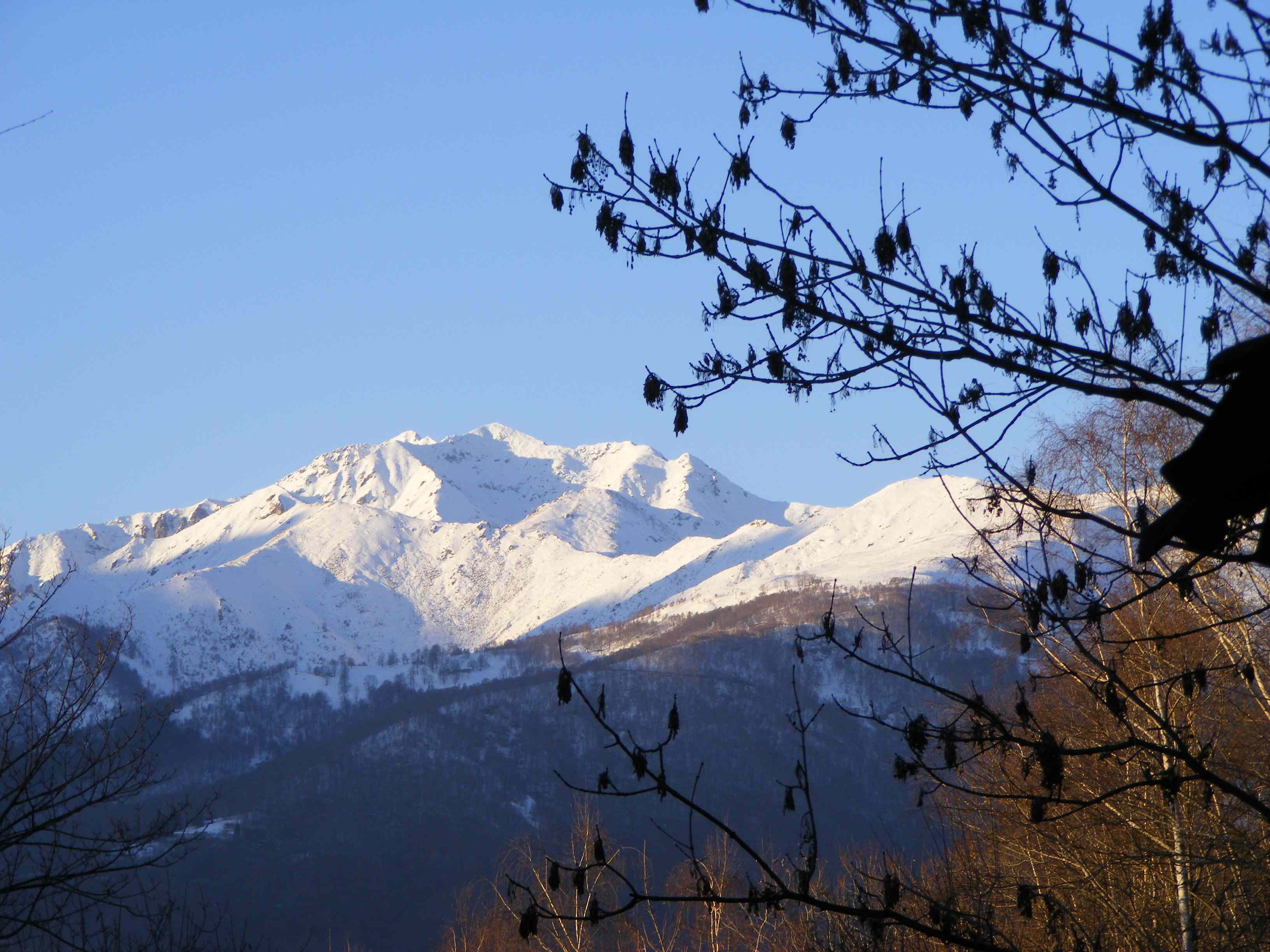
El Monte Bo, la cumbre más alta del valle

- Monte Bo - 2.556 m
- Monte Cresto - 2.548 m
- Punta Tre Vescovi - 2.503 m
- Monte I Gemelli - 2.476 m
- Monte Camino - 2.391